# 變調
變調（英語：tone sandhi）又稱為連讀變調、連接變調，即是將聲調變化之方法使用於字詞音節併合上的處理。變調在梵文解「合併在一起」。在所有聲調語言裡改變聲調的程序是一種主動形態的作為，不過從某些方面看來也是一種語言上比較普遍性的聲調併合運作形態。
變調亦存在於許多漢語族语言，如官話（包括現代標準漢語）、粵語、客家语、沿海閩語、吴语與晋语皆有此現象。現代標準漢語的變調規則较简单；而閩東語、莆仙語變調規則最複雜，而閩東語的變調甚至會影響其韻母的發音。

## 各語言的變調

### 現代標準漢語
在官話下的現代標準漢語裡，一個字會受後字聲調影響而變調。因為變調不會獨立在單字情況發生，所以又稱連讀變調。

#### 三聲變調（連上變調）
最普通的變調規則即是在一組兩個上聲（第三聲）的合音節中，須將合音節中領先的第一個音節提升到陽平（第二聲）。舉例來說，你好（ㄋㄧˇ ㄏㄠˇ）為最普通的中文問候語，ㄋㄧˇ與ㄏㄠˇ原調都是上聲，不過合音節第三聲的「你」須讀為調值略低的陽平（實際為上聲的後半段，但聽感与陽平幾乎一致）即“你好”要唸為「ㄋㄧˊ ㄏㄠˇ」。
三個上聲音節構成一個詞的情況則須視其結構而定。一種狀況是兩個音節先構成關係較為緊密的詞或詞組，前音節變調，接著後面再加一個單音節語素，而第二音節也因為後面新增的音節為上聲而變調，形成「陽平─陽平─上聲」的唸法，例如「總統」（ㄗㄨㄥˊ ㄊㄨㄥˇ）→「總統府」（ㄗㄨㄥˊ ㄊㄨㄥˊ ㄈㄨˇ）。另一種狀況是是兩個音節先構成關係較為緊密的詞或詞組，前音節變調，接著前面再加一個單音節語素，但該音節因為後面的音節讀成陽平而不變調，形成「上聲─陽平─上聲」的唸法，例如「總統」（ㄗㄨㄥˊ ㄊㄨㄥˇ）→「馬總統」（ㄇㄚˇ ㄗㄨㄥˊ ㄊㄨㄥˇ）。然而也有例外，例如「小米」→「小米酒」或「小組」→「小組長」在構詞上符合第一種狀況，然而實際發音卻是第二種狀況的「上聲─陽平─上聲」，這是因為「米酒」、「組長」的構詞過於強勢所致。
另外，三聲在很多場合時皆不會唸作214（五度标记法；全三聲），而是會念作21（半三聲）。

#### 一不變調
此兩字在中古漢語屬於入聲字。在中古漢語演變至官話的過程中，入聲逐漸消失，幾乎所有入聲字被分派至平聲、上聲或去聲（是為「入派三聲」），只有此兩字因為較常用，入聲成分以變調的形式殘留下來。
當「一」和「不」夾在詞語中間唸輕聲，例如「看一看」、「好不好」等等。

##### 「一」的變調
「一」的原調是第一聲。當「一」在表示數目時，以及在詞尾出現時，唸為原調。例如︰一二三四、第一等等。當「一」與量詞配搭時，如量詞的聲調是第一聲、第二聲或第三聲，「一」唸成第四聲，例如「一根」、「一錢」和「一種」。如果量詞的聲調是第四聲，「一」唸成第二聲，例如「一寸」。

##### 「不」的變調
「不」的原調是第四聲。當「不」後面跟著第一聲、第二聲和第三聲的字，或者「不」出現在詞末，唸為原調。例如︰「不高」、「不祥」、「不好」和「我就不」。當「不」後面的字是第四聲，唸為第二聲，例如「不要」。

### 閩語
福州話的連讀變調規則比較複雜。當兩個或兩個以上的字組成詞語時，最後一個字永遠不變調，而其他字在絕大多數情況下都要變調。譬如，“獨”、“立”、“日”這三個字都是陽入字，調值都為“5”，分別讀作[duʔ˥]、[liʔ˥]和[niʔ˥]。當它們組合成詞語“獨立日”後，“獨”變調為“21”，“立”變調為“33”，因此整個詞讀作[duʔ˨˩ liʔ˧˧ niʔ˥]。
福州話雙字連讀變調規則為：
- 前字為陰平、陰去、陽去或陰入乙（[-ʔ]），在與為陰平、陽平、陽入三個聲調連讀的時候，變調為陰平；在與為上聲、陰去、陽去、陰入連讀的時候，變調為陽平。
- 前字為陽平或陽入，在與陰平連讀的時候，變調為陰平；與陽平、陽入、上聲連讀時，變調為上聲；與陰去、陽去、陰入連讀時，變調為半陰去（21）。
- 前字為上聲或陰入甲（[-k̚]），在與陰平、陽平、陽入連讀時，變調為半陰去（21）；在與上聲連讀時，變調為一個新的調值35；在與陰去、陽去、陰入連讀時，變調為陰平。

根據上述規律，可以總結出下面的福州話連讀變化規律表（綠色代表前字，藍色代表後字）：
|            | 陰平, 55     | 陽平, 53     | 陽入, 5      | 上聲, 33   | 陰去, 213    | 陽去, 242    | 陰入, 24     |
| 陰平, 55   | 55（陰平）   | 55（陰平）   | 55（陰平）   | 53（陽平） | 53（陽平）   | 53（陽平）   | 53（陽平）   |
| 陰去, 213  | 55（陰平）   | 55（陰平）   | 55（陰平）   | 53（陽平） | 53（陽平）   | 53（陽平）   | 53（陽平）   |
| 陽去, 242  | 55（陰平）   | 55（陰平）   | 55（陰平）   | 53（陽平） | 53（陽平）   | 53（陽平）   | 53（陽平）   |
| 陰入乙, 24 | 55（陰平）   | 55（陰平）   | 55（陰平）   | 53（陽平） | 53（陽平）   | 53（陽平）   | 53（陽平）   |
| 陽平, 53   | 55（陰平）   | 33（上聲）   | 33（上聲）   | 33（上聲） | 21（半陰去） | 21（半陰去） | 21（半陰去） |
| 陽入, 5    | 55（陰平）   | 33（上聲）   | 33（上聲）   | 33（上聲） | 21（半陰去） | 21（半陰去） | 21（半陰去） |
| 上聲, 33   | 21（半陰去） | 21（半陰去） | 21（半陰去） | 35         | 55（陰平）   | 55（陰平）   | 55（陰平）   |
| 陰入甲, 24 | 21（半陰去） | 21（半陰去） | 21（半陰去） | 35         | 55（陰平）   | 55（陰平）   | 55（陰平）   |

陰入甲是以[-k̚]結尾的陰入字，陰入乙是以[-ʔ]結尾的陰入字。

### 閩語泉漳片

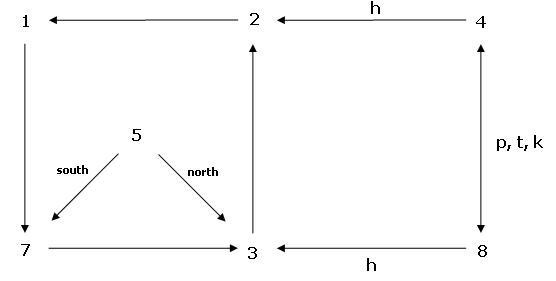
閩南語單一音節聲調是獨立化，而音節結合時前面的音節之聲調就會改變。

閩南語除了詞尾音節唸本調，其他音節幾乎都唸變調。例如huè-chhia（貨車）、hué-chhia（火車）：huè（貨）的本調是第三聲（陰去）、在「貨車」當中要唸變調第二聲（陰上）hué；hué（火）的本調是第二聲（陰上），在火車當中要唸第一聲hue。若錯誤地以本調讀出「火車」*hué-chhia，發音會和「貨車」一樣，也就是說變調與否可以影響詞義。嫻熟閩南語的母語使用者多能不假思索，自然變調。
下表列出閩南語厦门方言及臺灣方言的基本變調規律：
| 聲調 | 聲調        | 編號 | 調值（廈門／臺北）       | 變調                     |
| ---- | ----------- | ---- | ------------------------ | ------------------------ |
| 陰平 | 陰平        | 1    | 44/44                    | 1→7（變陽去）            |
| 陰上 | 陰上        | 2    | 53/52                    | 2→1（變陰平）            |
| 陰去 | 陰去        | 3    | 21/31                    | 3→2（變陰上）            |
| 陰入 | p, t, k韻尾 | 4    | 32/32                    | 4→8（變陽入）            |
| 陰入 | h韻尾       | 4    | 32/32                    | 4→2（變陰入）            |
| 陽平 | 陽平        | 5    | 24/13                    | 5→7（變陽去）            |
| 陽上 | 陽上        | 6    | （臺北及廈門腔無此聲調） | （臺北及廈門腔無此聲調） |
| 陽去 | 陽去        | 7    | 22/33                    | 7→3（變陰去）            |
| 陽入 | 陽入        | 8    | 4 /33                    | 8→4（變陰入）            |

註：
1. 以喉塞音（h）結尾之入聲字在變調後喉塞音脫落；而非喉塞音之「p」「t」「k」則繼續保留。
2. 有些許地區陽入聲在變調後較為接近陰上。
3. 多數情況下只要後面接字，則都需要變調，但亦有一些即便後面接字亦不變調之情形；

例如：
- 人名或地名等專有名詞  例：「台北真熱」——「北」維持原調不變
- 後接輕聲字時 例：「看一下」——「看」維持原調不變
- 連謂結構時 例：「遊山玩水」——「山」維持原調不變 ；然而，當詞組為並列詞素時則必須變調 例：「大主大意」--「主」由陽去變為陰平

另外在指小詞「仔」（á）前的變調方式又有不同：
- 1→7
- 2→1
- 3→1
- 4→1
- 5→7
- 7→7
- 8→7

### 粵語
粵語（廣東話）口語變調非常頻繁，是其一大特色，亦是學習粵語的一大難處。例如「豆漿」「豆芽」的「豆」不變，讀作「竇（/tɐu22/；dau6）」，但「紅豆」「綠豆」的「豆」要變讀「斗（/tɐu35/；dau6-2）」。地名讀法亦有變調情況，且基本無規律可循，如「灣」字在「筲箕灣」中不用變調，讀如「彎（/wan55/；waan1）」，而在「長沙灣」中卻要變讀「環（/wan11/；waan4）」。粵語中的變調甚至有辨義的作用，例如「糖」不變調時，意思是「砂糖」；但變調成第二聲時，意思是「糖果」。又例如「左右」不變調時解「左和右」，但假如「右」字變調作第二聲時，則解作「大概」的意思。
麥耘所著《實驗報告:廣州話句末升語調字調的影響》內曾提出有五種高聲變調，包括名詞性標誌、小稱標誌、特指標誌、風格標誌、虛詞音節縮減標誌。但高聲變調不適用於助詞、亦或與虛化無關。
另外，一般認為粵語有9聲（陰平、陰上、陰去、陽平、陽上、陽去、上陰入／高陰入、下陰入／低陰入、陽入），但如果考慮口語變調就有13聲。陰平是9聲中音調最高，但在變調會出現比陰平還高的音調，如「月光」的「光」、「曹操」的「操」，有研究者稱之為「超平聲」。另一種變調則是將陽入聲提到和陰上聲一樣的音高（入聲本無該音高），有人稱之為「上入聲」，例如「蝴蝶」的「蝶」。同一句末語氣助詞變調會影響原句語氣。
除音高變化外，句末音節亦有時長變化，會影響語句口吻。

### 其他
美國原住民切罗基人使用的切羅基語有一相當強固的聲調系統，其聲調組合有不同的表現方法，且其細膩與複雜的聲調規則卻由一個部落到另一個部落而有所不同的表示。然而在許多的地區（由于许多人将切罗基语作为第二語言学习），聲調系統卻在逐漸簡化，不過在許多年長切羅基人身上，舊有的聲調系統卻仍然維持著極重要意義，並且始終堅持底固守使用著。

## 變調與不變調之區別
只要環境情況變動促使語音符合變化條件，就必須變調。但是，不要將變調跟聲調的改變這種情況混合，因為聲調的改變一般是由於字詞的派生（Morphological derivation）或屈折變化的形式（inflectional morphology）等情況造成。

## 標記
逆向調符（꜒　꜓　꜔　꜕　꜖）可表示口語變調：先標豎標尺在右之本調調符，再標豎標尺在左的口語變調調符。以普通話「你好」爲例，「你」字本讀[ni˨˩˦]（nǐ），「好」字本讀[xaʊ˨˩˦]（hǎo），但二字連讀成[ni˨˩˦꜔꜒xaʊ˨˩˦]（ní hǎo）。

## 外部連結
- Tone Sandhi - Linguistics - Oxford Bibliographies（页面存档备份，存于）